# GoBee.Bike
Gobee.Bike是香港首間共享單車公司，在香港提供智慧型單車共享服務。服務於2017年4月20日推出，最初只在新界沙田區投放一千部單車，至同年10月已擴展至馬鞍山、大埔、粉嶺、上水、屯門、元朗、天水圍、將軍澳及東涌，用家可用Android或IOS的流動應用程式租借單車，用畢須於泊車位還車。不過服務推出的第三天，就已經有單車遭人扔落城門河，創辦人拉斐爾·寇恩說意想不到香港都發生這樣的事。
2018年6月中，Gobee.bike公司疑因系統問題陷半癱瘓狀態，多名市民投訴街上大量Gobee.bike無法解鎖，問題包括「壞車多」、「亂收車租」及「按金遲遲不獲退還」。而創辦人拉斐爾·寇恩解釋是因為部份單車出現與單車鎖有關的系統問題，而且單車鎖經常遭人破壞，他又聲稱公司大部份共享單車仍然可以正常解鎖，又指公司正努力令更多的單車能正常運作。
2018年7月10日，Gobee.Bike在其facebook專頁宣佈因業務經營困難及維修費用龐大而從未錄得盈利，申請清盤及宣佈結束香港的共享單車業務。用戶可在7月17日或之前繼續使用其共享單車，其後會把單車全面上鎖並逐步回收。創辦人拉斐爾·寇恩承諾會退還所有按金，但儲值額就不獲退還。

## 使用方法
1. 下載應用程式及註冊，然後在程式中透過GPS查找附近的單車。
2. 掃描單車上的QR code或輸入車身編號進行解鎖。
3. 使用完畢後，手動上鎖以結束行程。

## 收費
使用流動應用程式註冊時，需先支付按金$399（港幣，下同），每15分鐘使用收費$2.5。每半小時使用收費$5。

## 爭議
不少人在Gobee.Bike應用程式出現不能登入facebook情況，無法申請退款，有苦主在Facebook群組「Gobee.Bike苦主大聯盟」要求該公司退回儲值額。至今有900人加入。
有用戶入稟小額錢債審裁處追討儲值餘額30元，2018年8月法院宣判因Gobee.Bike一方缺席聆訊，終直接判用戶勝訴，成為首宗成功向Gobee.Bike追討充值餘額的案件。